# Fefen
Fefen o Fefan (en inglés: Fefen Island) es la tercera isla más grande habitada de la Laguna de Truk. Administrativamente se ubica en el municipio de Fefen, distrito de Namoneas del Sur, estado de Chuuk, en los Estados Federados de Micronesia.
Su población es de 4062 habitantes. Tiene una superficie de 13,2 kilómetros cuadrados. La parte norte de la isla es montañosa y tiene picos sobre los 298 metros sobre el nivel del mar.